# Eupithecia undulifera
Eupithecia undulifera är en fjärilsart som beskrevs av Leo Schwingenschuss 1939. Eupithecia undulifera ingår i släktet Eupithecia och familjen mätare. Inga underarter finns listade i Catalogue of Life.